# سیارک ۱۶۹۷
سیارک ۱۶۹۷ (به انگلیسی: 1697 Koskenniemi، نامگذاری:1940RM) هزار و ششصد و نود و هفتمین سیارک کشف شده‌است که در ۸ سپتامبر ۱۹۴۰ کشف شد.
قدر مطلق سیارک برابر ۱۲٫۶۰ است.